# Рейнольдс, Уильям
Уильям Рейнольдс (англ. William Reynolds; 9 декабря 1931, Лос-Анджелес, Калифорния — 24 августа 2022, Уайлдомар, Калифорния) — американский киноактёр, режиссёр. Получил известность после участия в съёмках телесериала «ФБР».

## Биография
Родился в Лос-Анджелесе, штат Калифорния, 9 декабря 1931 года, был младшим из 3 братьев. В пять лет потерял мать и учился в школе-интернате. Окончив школу, продолжил обучение в колледже города Пасадина.

## Фильмография
- Сестра Кэрри
- За мной, ребята!
- Красный кошмар
- Сумеречная зона
- Бессмертная голова
- Маверик
- Неизведанная земля
- Мистер Кори
- Убрать все шлюпки
- Культ Кобры
- Кто-нибудь видел мою девчонку?